# Torymus globiceps
Torymus globiceps är en stekelart som först beskrevs av Anders Jahan Retzius 1783.  Torymus globiceps ingår i släktet Torymus och familjen gallglanssteklar. Arten är reproducerande i Sverige. Inga underarter finns listade i Catalogue of Life.